# Arnsberger Stadtmauer

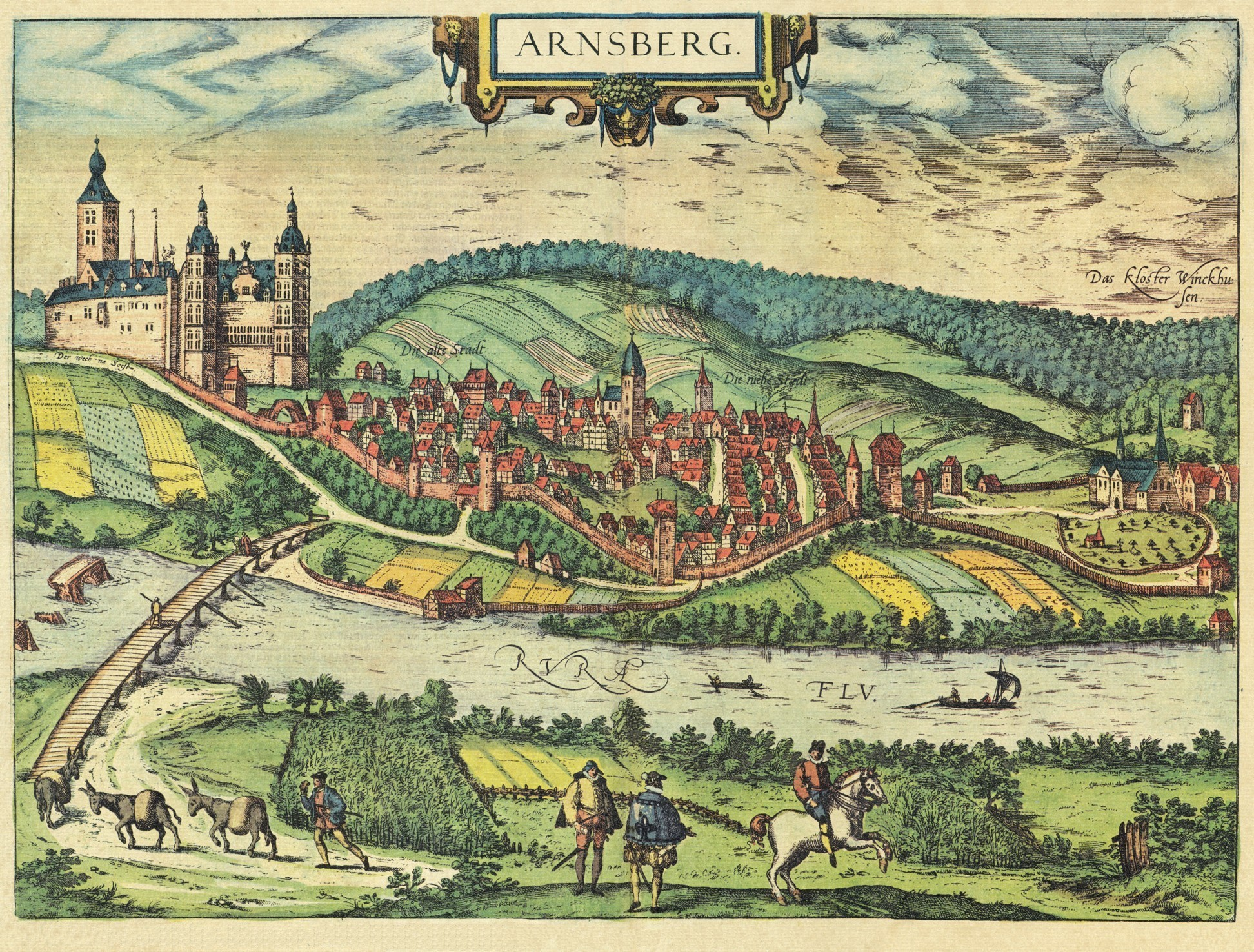
Stadtansicht Arnsberg aus Civitates Orbis Terrarum. Band IV (1588) von Braun & Hogenberg. Gut zu sehen die Stadtmauer im Westen der Stadt

Die Arnsberger Stadtmauer umgab im Mittelalter und der frühen Neuzeit das damalige bebaute Stadtgebiet von Arnsberg. Eine erste Befestigung um den ursprünglichen Siedlungskern wurde bereits unmittelbar nach der Ansiedlung im 12. Jahrhundert errichtet. Im 13. Jahrhundert wurden die Befestigung um die Unterstadt erweitert und auch das Kloster Wedinghausen mit einbezogen. Die eigentliche Stadt erhielt eine massive Steinmauer und verfügte über einige Türme und Tore. Eine nennenswerte Modernisierung fand in der frühen Neuzeit nicht statt. Teilweise wurden die Mauern Ende des 18. und zu Beginn des 19. Jahrhunderts abgebrochen, teilweise wurden auf ihnen aber auch Häuser errichtet. Einige Reste der Stadtmauer und Türme sind erhalten.

## Lage
Die Altstadt Arnsberg liegt auf einem Bergrücken, der von beiden Seiten von der Ruhr umflossen wird. Gefahr drohte vor allem von Süden. Auf dem höchsten Punkt des Sattels ließen die Grafen von Werl-Arnsberg die Burg Arnsberg erbauen.

## Geschichte

### Erste Befestigungen
Unterhalb der Burg im Bereich der Vorburg siedelten sich Menschen an. Im Jahr 1114 unterstellten sich vierzehn freie Familien dem Grafen Friedrich. Die ersten Gebäude vor der Burg bildeten ein Oval und wurden durch einen breiten Halsgraben geschützt. Diese erste Verteidigungsanlage zog sich etwa vom späteren Grünen Turm über den Küttelberg bis zum Hanstein. Burgmannshäuser waren wichtige Verteidigungsbereiche.
Außerhalb des Halsgrabens im Bereich der späteren Oberstadt siedelten bald weitere Menschen. Zunächst als Erd-Holz-Wall wurde die Ansiedlung spätestens seit der zweiten Hälfte des 12. Jahrhunderts von einem Befestigungswerk umgeben. Der Glockenturm bildete das besonders gefährdete und damit starke südliche Stadttor. Unklar ist, wann genau der Turm erbaut worden ist. Er bestand schon vor der Zeit des Grafen Gottfried III., der kurz nach seinem Herrschaftsbeginn um 1238 ankündigte, der Siedlung Freiheitsrechte zu gewähren. Nördlich des Glockenturmes befinden sich vergleichsweise große Grundstücke, die auf Burgmannshäuser in diesem Bereich hindeuten.
Zu den Burgsmannshäusern gehören die Vorläuferbauten des Weichs’schen Hofes, des Dückerschen Hofes und das heutige Gebäude des Kolpingwerkes. Die Burgmannshäuser waren zumindest in ihren unteren Bereichen massiv gebaut; sie wiesen Schießscharten und große Gewölbe zur Lagerung von Vorräten auf.

### Steinmauern
Vor dem Glockenturm kam es zu einer weiteren Ansiedlung (Unterstadt). In der erwähnten Urkunde des Grafen Gottfried III. ist von der Absicht die Rede, diese Siedlung durch eine zweite Mauer in die bestehende Befestigung einzubeziehen. Diese reicht zunächst bis zum heutigen Lindenberg. In der zweiten Hälfte des 13. Jahrhunderts wurde der Holz-Erde-Wall durch eine Mauer aus Bruchsteinen mit entsprechenden Türmen und Toren ersetzt.
In Richtung des Klosters Wedinghausen stand die Klosterpforte als neuer südlicher Stadtzugang. Der Glockenturm verlor dadurch seinen Charakter als Hauptbefestigungsturm und wurde zu einem innerstädtischen Tor.
Westlicher Bereich: Der Honkampsturm, in der Nähe des heutigen Verwaltungsgerichts, wurde Ende des 19. Jahrhunderts abgebrochen. In Richtung des Mühlengrabens befand sich das Mühlentor. Limps Turm war Teil der Befestigung der Arnsberger Oberstadt und einer Toranlage, der Limps-Pforte. Es handelt sich um einen fünfgeschossigen, halbrunden Mauerturm aus Bruchstein mit einer verschieferten Kegelhaube. Versehen war er mit zahlreichen Schießscharten.
Der nächste Turm war der Grüne Turm. Es handelt sich um einen zweistöckigen Eckturm der Stadtbefestigung. Dieser ist ein Schalenturm aus Bruchstein aus der Mitte des 13. Jahrhunderts. Die Stadtmauer macht hier einen Knick und führt hangaufwärts nun in Richtung Burgberg. Zwischen dem Grünen Turm mit der daran anschließenden Mauer, die in etwa den Verlauf der Stadtmauer markiert, und dem gegenüberliegenden Oberfreistuhl sind noch Reste des Stadtgrabens zu sehen. Der frühere Hakenturm ist nicht mehr vorhanden. Ein wichtiges Tor war die Oleypforte. Durch diese führte die Straße nach Soest in die Stadt. Durch das Schlosstor gelangte man zum Aufgang zur Burg.
Östlicher Bereich: Die östliche Mauer zog sich direkt am Berghang bis zur Burg hin. Unterbrochen wurde sie von der nicht mehr vorhandenen Vogelspforte am Tillmanns Gäßchen und dem noch vorhandenen Kaiserpförtchen. Unterhalb der Burg lag die Püttepforte.
Vor der Ringmauer befand sich zumindest im westlichen und südlichen Bereich ein tiefer Graben. Auf der Stadtseite verlief ein Weg, um den raschen Zugang zu den Türmen und Verteidigungsanlagen zu ermöglichen.
Die Erhaltung der Mauern und ihre Bemannung im Verteidigungsfall war Sache der Bürgerschaft. Die einzelnen Zünfte waren für die verschiedenen Abschnitte zuständig. Der Schmiedezunft etwa unterstand das Limpstor.
Auch das Kloster Wedinghausen wurde mit Wällen und Gräben in die Befestigung mit einbezogen. Allerdings blieb der Bereich zwischen der Klosterpforte und dem Kloster selbst unbebaut. Auf Stadtansichten aus der frühen Neuzeit war das Gebiet zwischen Kloster und Stadt mit einfachen Palisaden gesichert. Die Schutzwirkung war entsprechend begrenzt, wie sich etwa anlässlich der Belagerung der Stadt durch Eberhard Beckermann zeigte, der das Kloster leicht einnehmen konnte. Ähnlich wie das Kloster war die städtische Mühle an der Ruhr durch eine eigene Einfriedung mit der Stadtbefestigung verbunden.

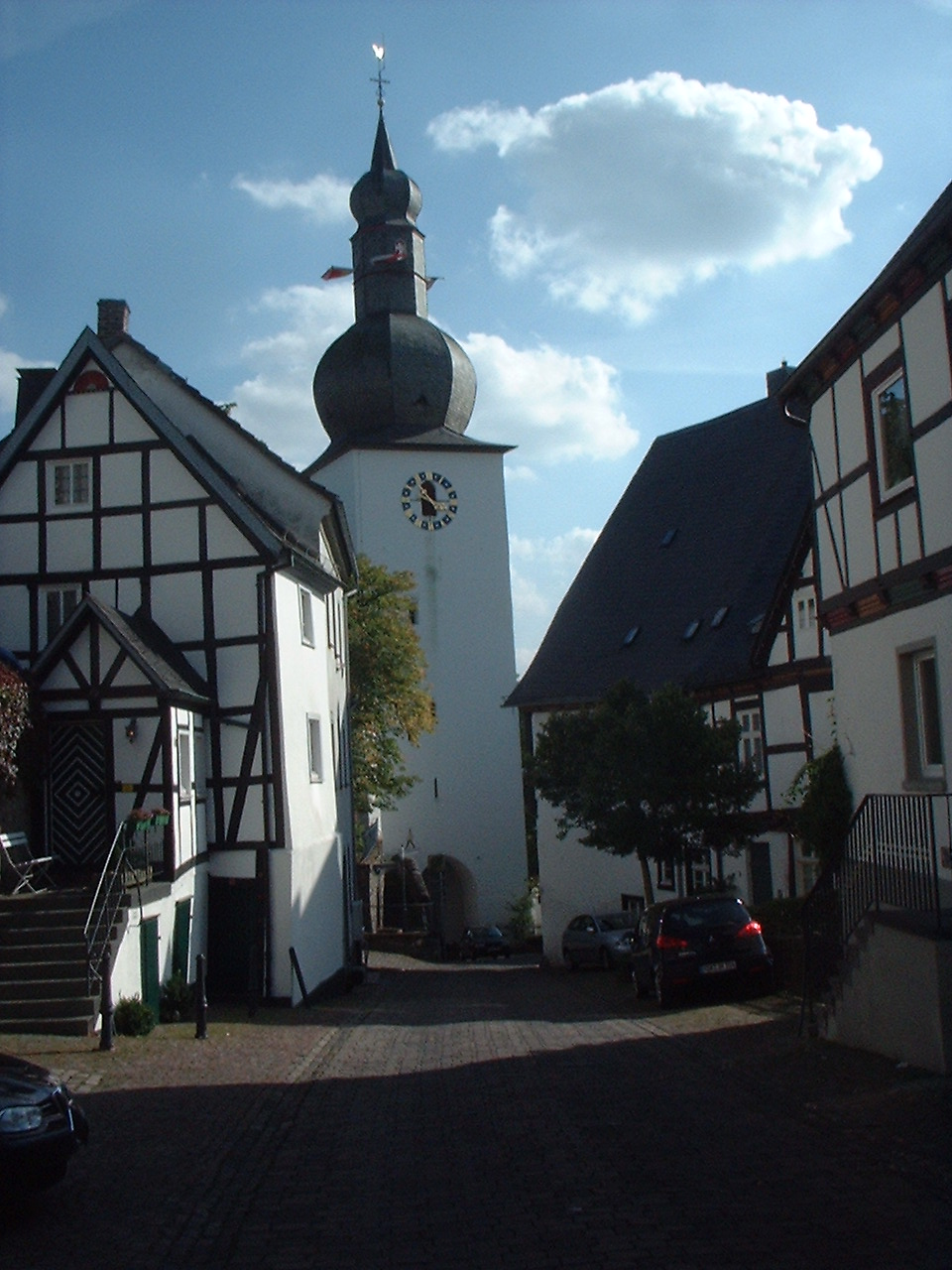
Der Glockenturm war vor Erweiterung des Mauerrings der südliche Hauptzugang zur Stadt
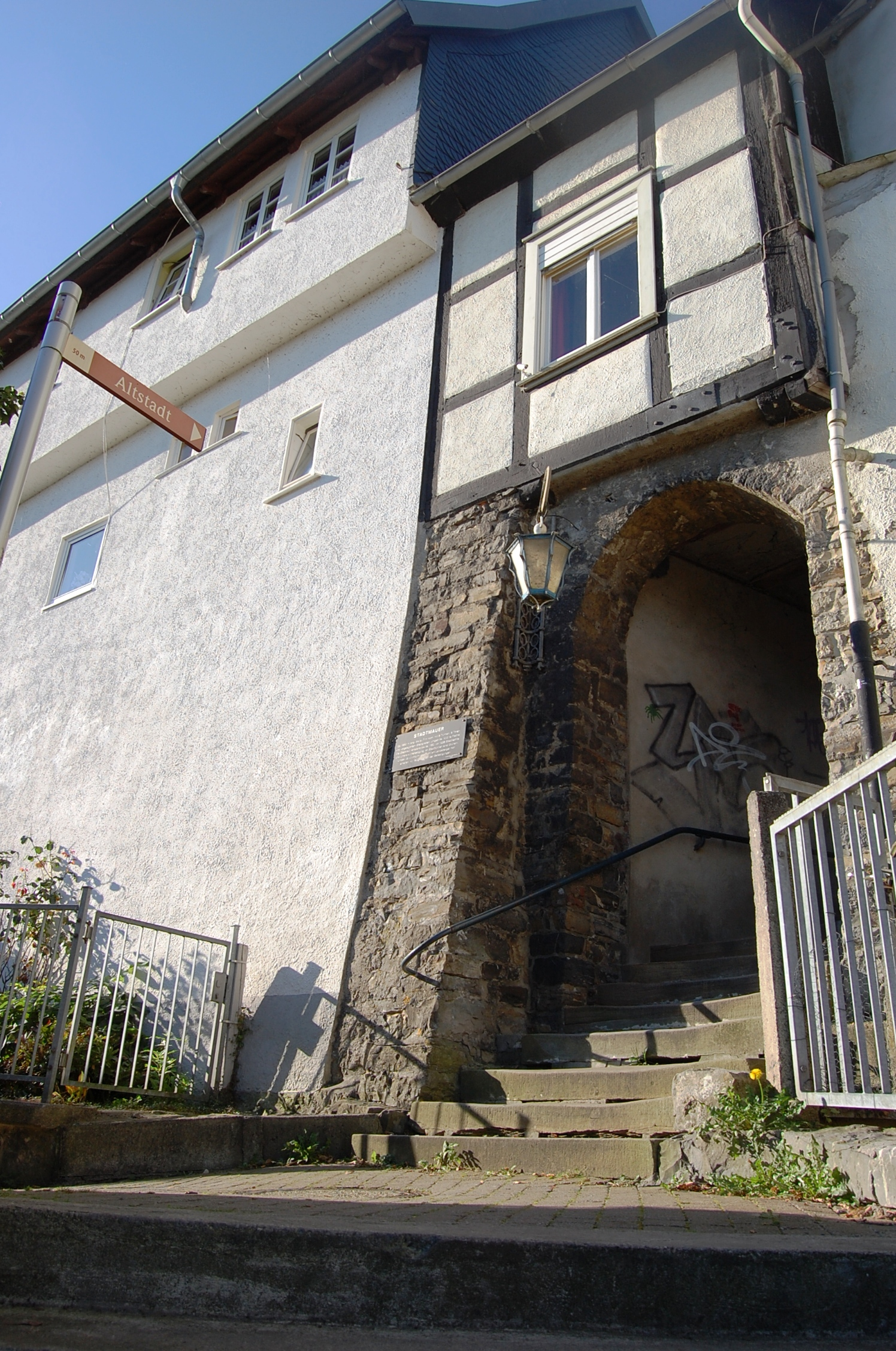
Das Kaiserpförtchen war eine kleine Mauerpforte.
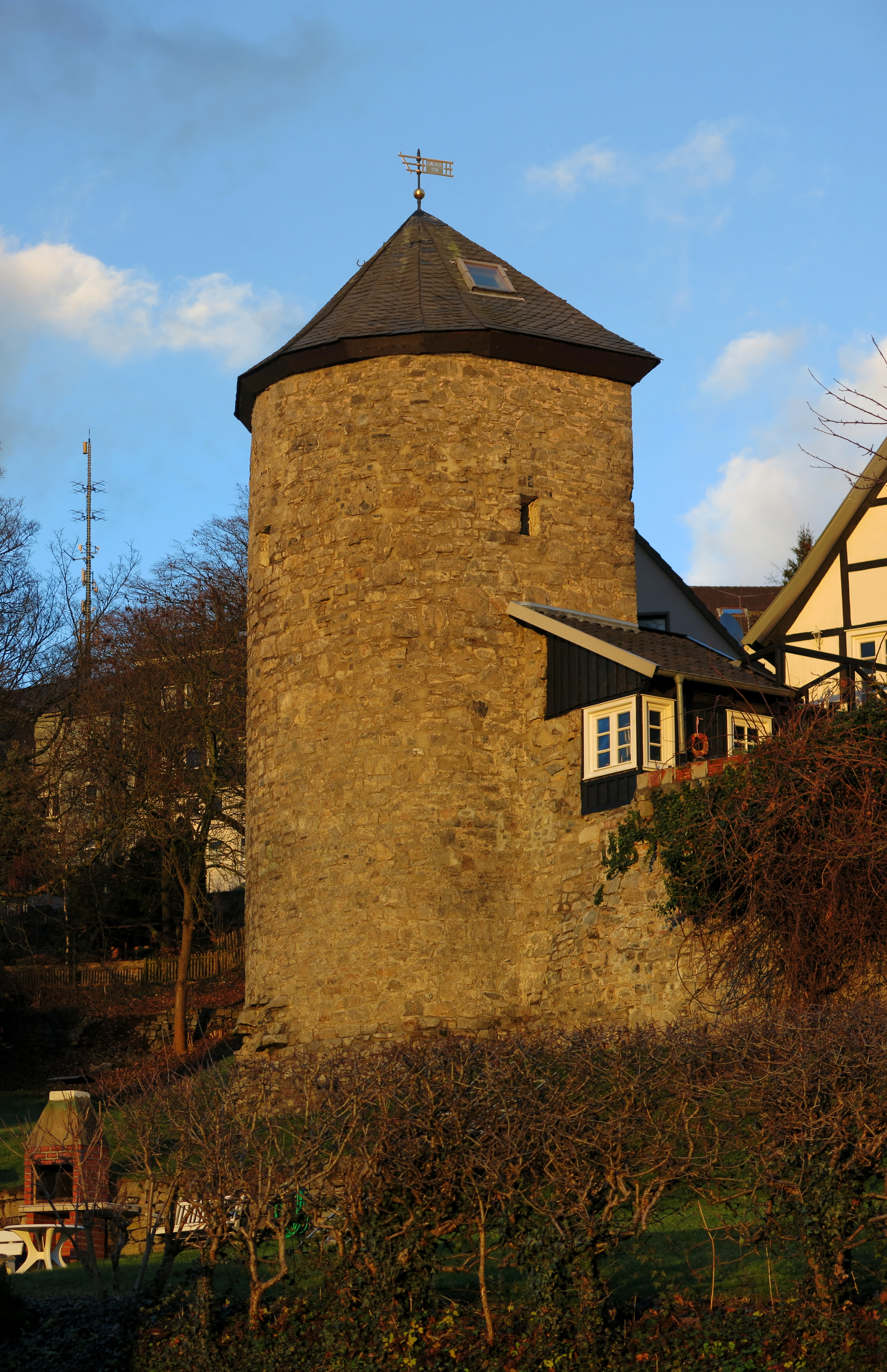
Der Grüne Turm war ein Eckturm in der Stadtbefestigung
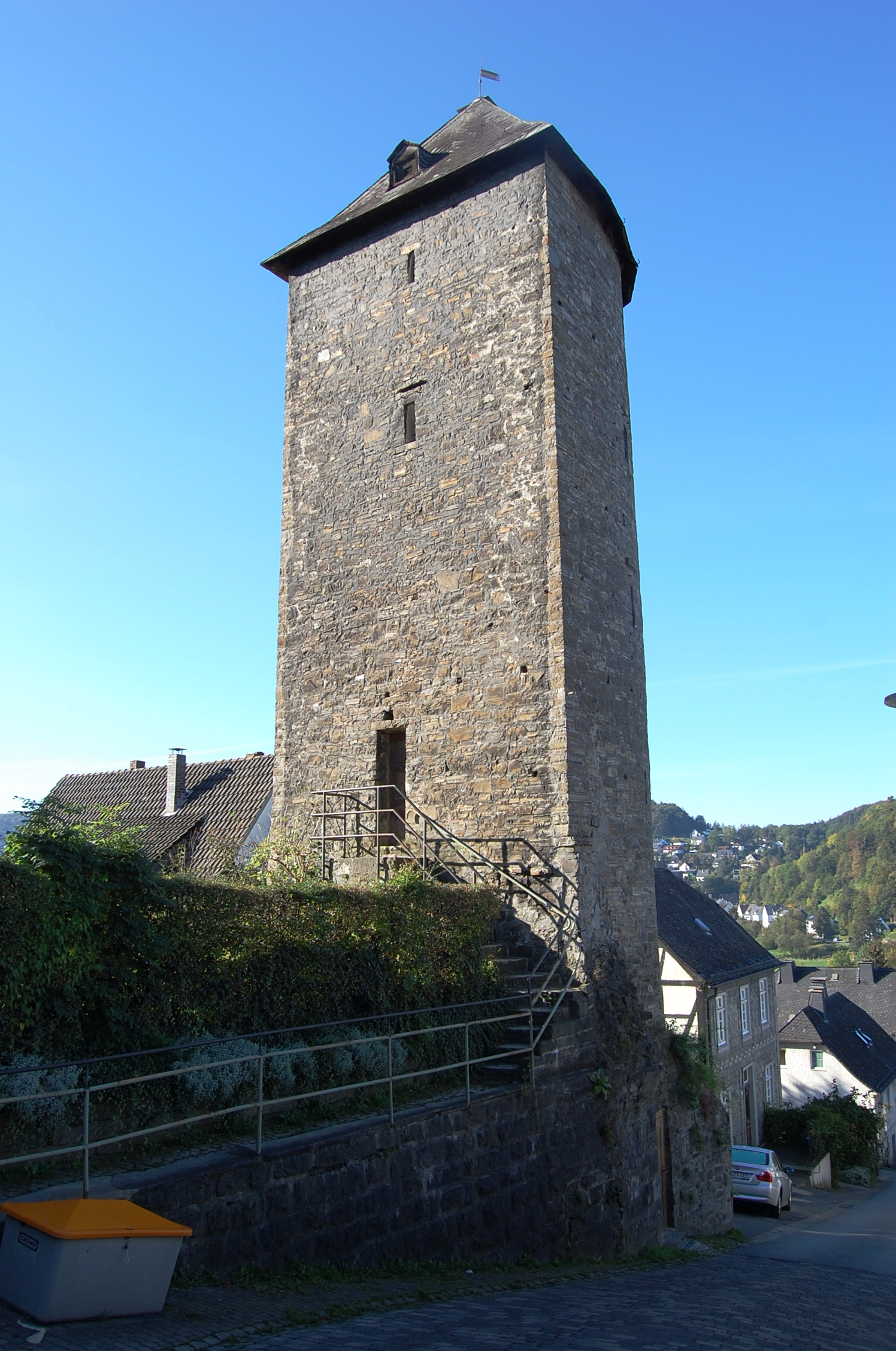
Limps Turm war Teil einer Toranlage
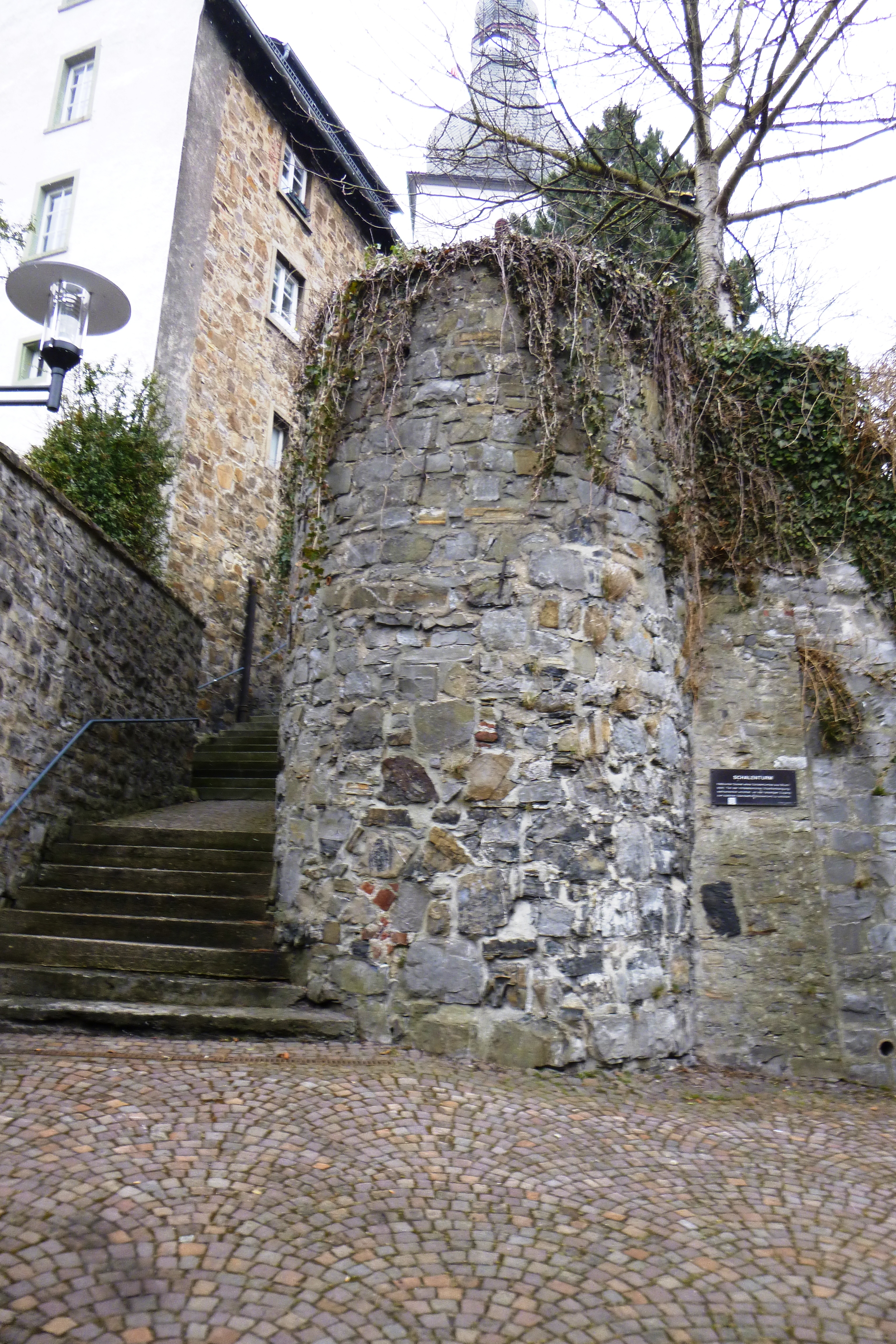
Kleiner Schalenturm in der Straße Unterm Tempel

### Weitere Entwicklung
Schon im 17. Jahrhundert wurde der Landsberger Hof über einem Teil der östlichen Stadtmauer erbaut. Nachdem die Mauern mit dem Aufkommen einer besseren Kriegstechnik ihre Bedeutung als Verteidigungsanlagen im 18. Jahrhundert verloren hatten, wurden auf den Mauern Häuser aufgesetzt. So wurde auf das Kaiserpförtchen ein kleines Haus gebaut. Diese Überbauung der Mauer prägt das Erscheinungsbild der Stadt im Osten bis heute.
Die Mauern umschlossen das Stadtgebiet bis 1799. Erst nach dem Stadtbrand von 1799 wurden außerhalb der Mühlenpforte und der Klosterpforte neue Straßen und Häuser errichtet. Im Westen und Süden wurden die Mauern in weiten Teilen abgebrochen. In einigen Bereichen sind Reste erhalten und der Verlauf der Mauer lässt sich so auch im Westen relativ gut nachvollziehen. Nicht zuletzt prägen die erhaltenen Türme das Stadtbild. Der Standort der 1799 abgebrannten und nicht wieder aufgebauten Klosterpforte wird 2015 durch eine Lichtinstallation des Künstlers Santiago Sierra mit dem Titel The Dept im Straßenraum wieder sichtbar gemacht.